# Nogometni klub Slaven Belupo Koprivnica 2015-2016
Questa pagina raccoglie i dati riguardanti il Nogometni klub Slaven Belupo Koprivnica nelle competizioni ufficiali della stagione 2015-2016.

## Rosa
| N. |                               | Ruolo | Calciatore        |
| -- | ----------------------------- | ----- | ----------------- |
| 1  | Slovenia (bandiera)           | P     | Matjaž Rozman     |
| 4  | Croazia (bandiera)            | D     | Vinko Međimorec   |
| 5  | Brasile (bandiera)            | D     | Edson             |
| 7  | Austria (bandiera)            | C     | Stefan Savic      |
| 8  | Danimarca (bandiera)          | C     | Sören Christensen |
| 9  | Macedonia del Nord (bandiera) | A     | Muzafer Ejupi     |
| 11 | Croazia (bandiera)            | C     | Goran Paracki     |
| 12 | Croazia (bandiera)            | P     | Goran Blažević    |
| 13 | Croazia (bandiera)            | C     | David Arap        |
| 14 | Croazia (bandiera)            | A     | Mateas Delić      |
| 15 | Croazia (bandiera)            | A     | Sandi Križman     |
| 16 | Croazia (bandiera)            | D     | Vedran Purić      |
| 17 | Croazia (bandiera)            | C     | Mario Burić       |
| 18 | Croazia (bandiera)            | D     | Gordan Barić      |

| N. |                                 | Ruolo | Calciatore      |
| -- | ------------------------------- | ----- | --------------- |
| 19 | Bosnia ed Erzegovina (bandiera) | D     | Nikola Katić    |
| 20 | Croazia (bandiera)              | C     | Mario Gregurina |
| 21 | Croazia (bandiera)              | C     | Nikola Jambor   |
| 22 | Croazia (bandiera)              | D     | Marko Martinaga |
| 23 | Croazia (bandiera)              | A     | Marko Marciuš   |
| 24 | Croazia (bandiera)              | D     | Dino Štiglec    |
| 26 | Croazia (bandiera)              | D     | Božo Musa       |
| 30 | Croazia (bandiera)              | C     | Filip Ozobić    |
|    | Croazia (bandiera)              | P     | Antun Marković  |
|    | Croazia (bandiera)              | P     | Ante Bilandžić  |
|    | Croazia (bandiera)              | D     | Špiro Peričić   |
|    | Bosnia ed Erzegovina (bandiera) | D     | Adel Halilović  |
|    | Croazia (bandiera)              | C     | Nikola Pokrivač |